# Rio Carreiro
O rio Carreiro é um curso de água do estado do Rio Grande do Sul, Brasil.
Tem a nascente na divisa dos municípios de Ibiraiaras e Lagoa Vermelha. É um afluente da margem direita do rio das Antas, formador do rio Taquari. A foz (29° 5' 26" S 51° 42' 46" O) está situada entre os municípios de Cotiporã e São Valentim do Sul, junto à localidade de Santa Bárbara, neste município.
O rio serve de divisa entre municípios desde 1809, quando o estado o Rio Grande do Sul foi dividido em quatro municípios. Inicialmente serviu de limite entre os municípios de Santo Antônio da Patrulha na margem leste, e Rio Pardo a oeste.

## Potencial hidrelétrico
O rio Carreiro possui bom potencial para geração de energia elétrica, em função das inúmeras corredeiras e quedas d'água ao longo do seu curso. Apresenta também como característica favorável, em especial, na parte final do seu curso (a partir de Serafina Corrêa), o fato de correr em um vale com encostas íngremes, com bastante curvas e leito de rocha basáltica. 
Estas características favorecem a construção de usinas hidrelétricas, visto que:
- Alaga áreas pouco extensas, visto que o lago formado fica confinado pelas encostas do vale;
- Permite o otimizar do desnível aproveitável, mediante à construção das usinas em curvas em "U" do rio, e a montagem dos geradores no final de túneis que atravessam por baixo do morro em um ponto a poucas centenas de metros da represa, porém, vários quilômetros rio abaixo pelo seu leito;
- Facilita a construção da barragem, por permitir apoiá-la na rocha do fundo do rio, bem como da encosta do vale.

### Pequenas centrais hidrelétricas ao longo do rio Carreiro
| Nome             | Município na margem oeste | Município na margem leste | Município na casa de máquinas | Potência (MW) | Coordenada                  |
| ---------------- | ------------------------- | ------------------------- | ----------------------------- | ------------- | --------------------------- |
| PCH Caçador      | Serafina Corrêa           | Nova Bassano              | Serafina Corrêa               | 25            | 28° 43' S 51° 51' O         |
| PCH Boa Fé       | Serafina Corrêa           | Nova Bassano              | Nova Bassano                  | 15,15         | 28° 45' 15" S 51° 50' 35" O |
| PCH São Paulo    | Guaporé                   | Nova Bassano              | Guaporé                       | 11            | 28° 46' 29" S 51° 50' 35" O |
| PCH Autódromo    | Guaporé                   | Vista Alegre do Prata     | Vista Alegre do Prata         | 24            | 28° 49' 33" S 51° 50' 29" O |
| PCH Linha Emília | Dois Lajeados             | Cotiporã                  |                               | 19,5          | 28° 56' 30" S 51° 46' 30" O |
| PCH Cotiporã     | Dois Lajeados             | Cotiporã                  | Cotiporã                      | 19,5          | 28° 58' S 51° 45' 30" O     |